# Maitane López Millán
Maitane López Millán (Águilas, 13 de març de 1995) és una futbolista mallorquina. És jugadora internacional en les categories inferiors d'Espanya i va guanyar un Campionat d'Europa sub-17 (2011) i quedar segona en el Campionat d'Europa sub-19 (2014).
Es va formar en les categories base del Son Cotoner de futbol masculí i va passar al futbol femení en la categoria cadet, militant en el Sporting Atletic Ciutat de Palma fins a la temporada 2011-2012. Ha passat per totes les categories de la selecció balear.
Posteriorment va jugar durant tres temporades al Collerense i l'any 2015 va fitxar pel Llevant, on va jugar durant cinc temporades. El 2020 va fitxar per la Reial Societat a primera divisió femenina.
Considerada una jugadora molt polivalent, va començar com a davantera i ha jugt de central, de pivot defensiu i de mitja punta, per bé que se la considera migcampista. És filla de futbolista i neboda dels exfutbolistes professionals Luis María López Rekarte i Aitor López Rekarte.